# Campeonato Alagoano de Futebol de 2020 - Segunda Divisão
O Campeonato Alagoano de Futebol - Segunda Divisão de 2020 será a 34º edição da divisão de acesso do campeonato profissional de clubes de futebol do estado de Alagoas. O campeão disputará o Campeonato Alagoano de Futebol de 2021.

## Previsões do Campeonato
Com as novas medidas tomadas pela Federação Alagoana de Futebol de profissionalizar cada vez mais o futebol de Alagoas, muitos clubes tradicionais do Estado correm atrás de se adequar às exigências e participar do certame.

## Formato e Regulamento
A Segunda Divisão do Campeonato Alagoano 2020 será disputado em fase única:
As Entidades de Prática jogam em sistema de ida, perfazendo um total de 5 (cinco) jogos para cada. Ao final dessa fase, as Entidades de Prática ficarão classificadas da 1ª a 5ª colocação, o primeiro e o segundo colocado estarão classificados para a final no dia 16 de dezembro, o vencedor desta final será declarado campeão (ã) e estará qualificado para disputar o Campeonato Alagoano 2021. Em caso de empate em pontos ganhos entre duas ou mais Entidades de Prática na Fase Única, o desempate para efeito de classificação, será efetuado observando os seguintes critérios abaixo:

### Critérios de desempate
Em caso de empate por pontos entre dois ou mais clubes, os critérios de desempate são aplicados na seguinte ordem:
1. Número de vitórias;
2. Saldo de gols;
3. Gols pró;
4. Confronto direto;
5. Menor número de cartões vermelhos;
6. Menor número de cartões amarelos;
7. Sorteio.

## Equipes Participantes
Abaixo a lista dos clubes interessados em participar do campeonato que acontecerá no segundo semestre de 2020. As equipes terão sua participação confirmada pela Federação Alagoana de Futebol e poderá haver desistência de algum clube até o inicio da competição.
| Baixa | Equipe rebaixada da Primeira Divisão de 2019 |

## Primeira Fase

### Classificação
| Pos | Times              | Pts | J | V | E | D | GP | GC | SG  |
| --- | ------------------ | --- | - | - | - | - | -- | -- | --- |
| 1   | Desportiva Aliança | 9   | 4 | 3 | 0 | 1 | 10 | 1  | +9  |
| 2   | FF Sport Viçosense | 9   | 4 | 3 | 0 | 1 | 10 | 2  | +8  |
| 3   | Dimensão Capela    | 9   | 4 | 3 | 0 | 1 | 9  | 4  | +5  |
| 4   | Zumbi              | 3   | 4 | 1 | 0 | 3 | 3  | 6  | –3  |
| 5   | Miguelense         | 0   | 4 | 0 | 0 | 4 | 0  | 19 | –19 |

|                    | DAL | DMC | FFS | MIG | ZUM |
| ------------------ | --- | --- | --- | --- | --- |
| Desportiva Aliança | —   |     | 1–0 |     | 2–0 |
| Dimensão Capela    | 1–0 | —   |     | 5–0 |     |
| FF Sport Viçosense |     | 3–1 | —   | 5–0 |     |
| Miguelense         | 0–7 |     |     | —   | 0–2 |
| Zumbi              |     | 1–2 | 0–2 |     | —   |

|  |                     |  |        |  |                      |
|  | Vitória do Mandante |  | Empate |  | Vitória do Visitante |

#### Rodadas na liderança e Lanterna
Em negrito, os clubes que mais permaneceram na liderança.
| Liderança | Liderança  | Liderança  | Liderança  | Liderança  |
| --------- | ---------- | ---------- | ---------- | ---------- |
| 1         | 2          | 3          | 4          | 5          |
| DIMENSÃO  | DIMENSÃO   | DIMENSÃO   | DIMENSÃO   | DAL        |
| Lanterna  |            |            |            |            |
| 1         | 2          | 3          | 4          | 5          |
| ZUM       | MIGUELENSE | MIGUELENSE | MIGUELENSE | MIGUELENSE |

## Final
Jogo Único
| 16 de dezembro de 2020 | Desportiva Aliança | 4 – 1 | FF Sport Viçosense | Estádio Universitário/UFAL, Maceió |
| 15:00                  |                    |       |                    |                                    |

### Premiação
| Campeonato Alagoano de 2020 Segunda Divisão |
| Alagoas                                     |
| ------------------------------------------- |
| Desportiva Aliança Campeão (1º título)      |